# 河内大塚山古墳

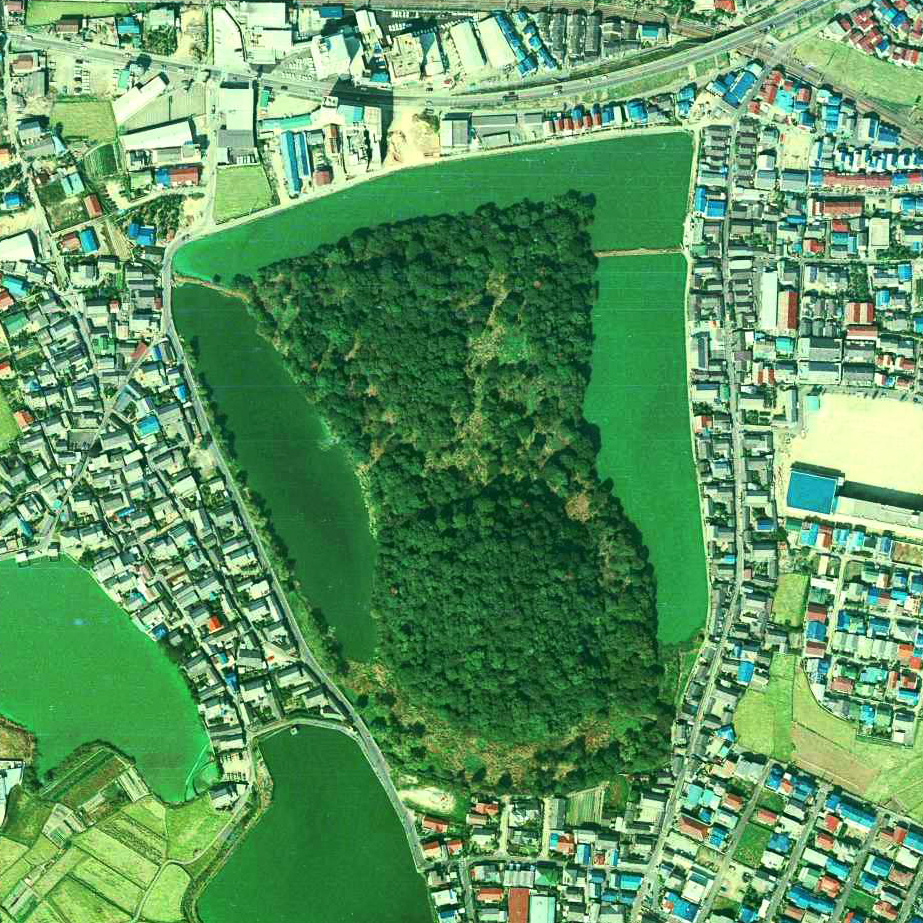
河内大塚山古墳の空中写真(1979年)
ステレオ写真はこちら

大塚山古墳（おおつかやまこふん）は、大阪府羽曳野市・松原市にある古墳。形状は前方後円墳。
実際の被葬者は明らかでないが、宮内庁により「大塚陵墓参考地」（被葬候補者：第21代雄略天皇）として陵墓参考地に治定されている。
全国で大仙陵古墳（大阪府堺市）、誉田御廟山古墳（大阪府羽曳野市）、上石津ミサンザイ古墳（大阪府堺市）、造山古墳（岡山県岡山市）に次ぐ第5位の規模の巨大古墳である。

## 概要
6世紀後半に築造された大和王権の大王墓と考えられているが、学術的発掘調査が行われていないため被葬者を特定できていない。また6世紀後半にこのような巨大古墳が築造された他例もない。民話には雄略天皇陵という伝承がある。また敏達天皇が磯長陵から改葬されたという説もある。更に盛土の低さや周濠の浅さ、埴輪の未設置などから被葬者が完成前に死去したとする推定があり、安閑天皇の真陵に比定する説もある。安閑天皇は在位4年という短い期間で崩御した上、暗殺説（辛亥の変）もあるためである。ただし、指摘された点に関して見瀬丸山古墳（五条野丸山古墳）と同じ系統に属する6世紀後半の古墳の特徴として捉えて未完成説には異論を唱える研究者もいる。そして、欽明天皇陵として築かれたものの、改めて大和盆地に陵墓が築かれることになったために放棄された説（被葬者自体が存在しない）説まである。大正期までは墳丘内に人が住居を構えており村が存在したが、1925年に陵墓参考地となり強制退去させられ、1932年に陵内立入禁止となって現在に至っている。管理は宮内庁が行っている。
かつて住んでいた人の証言から、後円部にある埋葬施設は横穴式石室である可能性が高いとされている。また見瀬丸山古墳、鳥屋ミサンザイ古墳などと同様に、前方後円墳の中でも古墳時代後期の一部に見られる「剣菱形」と呼ばれる特異な形状をしている。（前方部の中央がやや外側に突き出すように角ばっている構造を指す）また、埴輪をもっていない。今城塚古墳と見瀬丸山古墳の中間に編年されうる。
古市古墳群の一つとされるが、百舌鳥古墳群と古市古墳群のおよそ中間地点、最も西寄りの離れた場所に存在する。このため学術的には古市古墳群に該当しない見方もあるため、世界文化遺産となった両古墳群のリスト等には含まれていない。
大阪みどりの百選に選定されている。

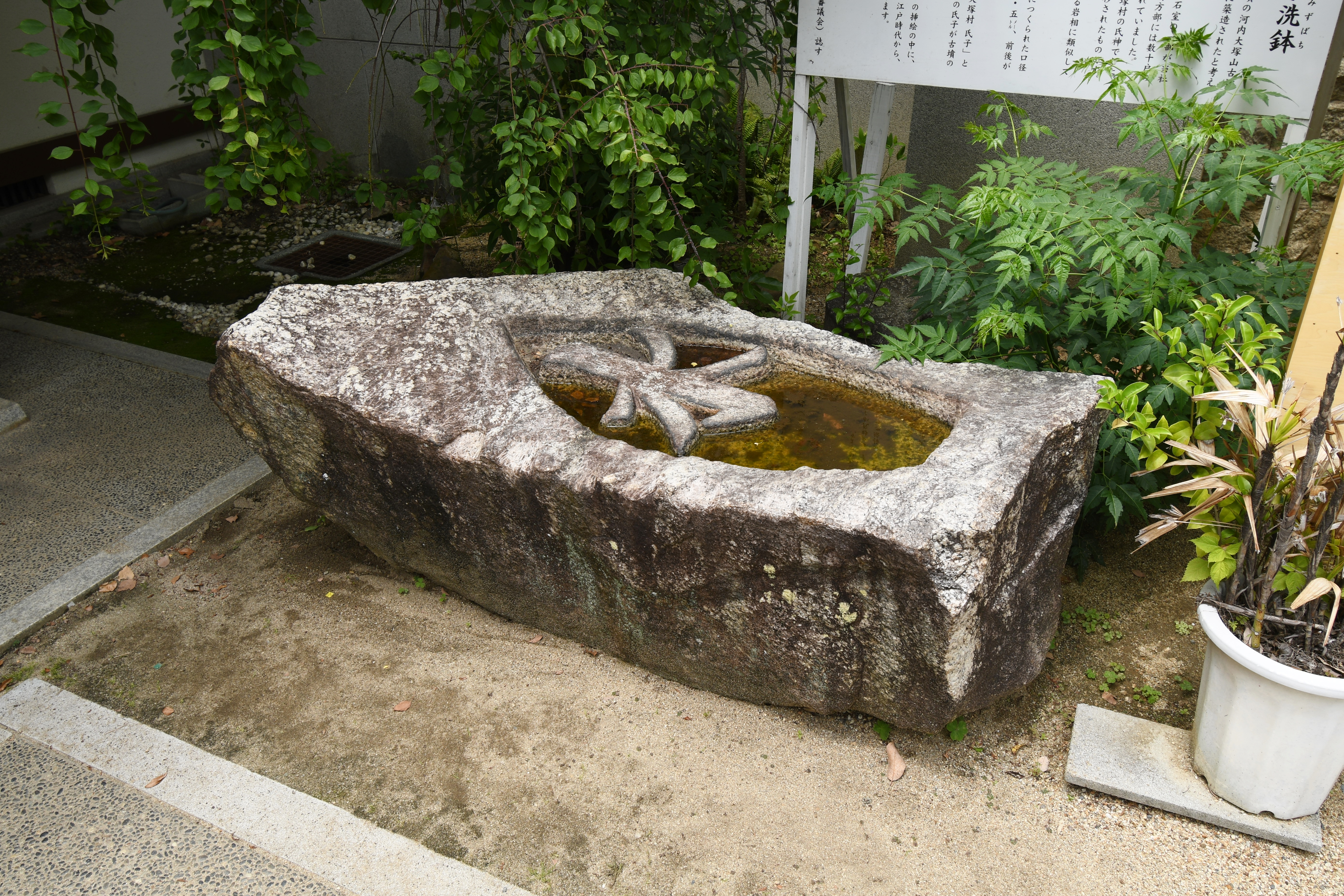
柴籬神社境内にある河内大塚山古墳石室材の手洗鉢

## 墳丘
古市古墳群最後の巨大前方後円墳であり、墳丘長335メートルは大仙陵古墳（仁徳天皇陵）、誉田御廟山古墳（応神天皇陵）、上石津ミサンザイ古墳（履中天皇陵）、備中造山古墳に次ぐ全国第5位に相当する。
墳丘の周囲には濠がめぐらされている。
- 墳丘長　335メートル
- 前方部幅　230メートル
- 後円部直径　185メートル
- 前方部高さ　4メートル
- 後円部高さ　20メートル

## 所在地
大阪府松原市西大塚、羽曳野市南恵我之荘

## 交通アクセス
- 近鉄南大阪線 河内松原駅 徒歩10分
- 近鉄南大阪線 恵我之荘駅 徒歩5分